# دومنیکو دی سیکو (بازیکن فوتبال)
دومنیکو دی سیکو (انگلیسی: Domenico Di Cecco؛ زادهٔ ۲۰ مهٔ ۱۹۸۳) بازیکن فوتبال اهل ایتالیا است.
از باشگاه‌هایی که در آن بازی کرده‌است می‌توان به باشگاه فوتبال کیه‌وو ورونا، باشگاه فوتبال ویرتوس لانچانو، باشگاه فوتبال آولینو، و باشگاه فوتبال کاتانیا اشاره کرد.